# Fanzine (Rechtsextremismus)
Rechtsextreme Fanzines sind Publikationen über Subkultur und Politik der rechtsnationalistischen Szene.

## Inhalte
Der Begriff „Fanzine“ setzt sich aus den Worten „Fan“ und „Magazine“ zusammen und bezeichnet meist subkulturelle Publikationen. „In der rechtsextremistischen Szene informieren diese Publikationen über Musikgruppen, Tonträger, Konzerte sowie sonstige Szeneveranstaltungen. Aktivisten und rechtsextremistische Gruppierungen erhalten in Interviews Gelegenheit zur Selbstdarstellung und zur Verbreitung ihres Gedankengutes.“ erklärt der Bundesverfassungsschutz in seinem Lexikon. Inhalte der rechtsextremen Fanzines sind Berichte über rechtsextreme Musik und politische Berichte über nationalistische Gruppen, Bewegungen und Netzwerke. Teilweise finden sich auch Kommentare zu politischen Entwicklungen in den Publikationen. Rechtsextreme Inhalte werden zunehmend auch über Musikrichtungen wie Schlager, Volksmusik, Metal (Black Metal, Death Metal sowie insbesondere NSBM), Gabber, Hardcore, Rechtsrock oder Dark Wave und Neofolk transportiert, die ebenfalls aufgegriffen werden. Auch eine kleine rechtsextreme Hip-Hop-Szene (NS-Rap) konnte sich etablieren.
Lange unbeachtet blieb, dass rechtsextreme Fanzines zur Kommunikation untereinander und mit „Kameraden“ im Untergrund verwendet werden. Auch über Strategien des nationalistischen Kampfes wird in den Magazinen diskutiert. Die Szenegröße Carsten Szczepanski vertrieb vor seiner Inhaftierung 1992 das KKK-Fanzine Das Feuerkreuz. Später, auch während seiner Haftzeit, veröffentlichte er mehrere Ausgaben eines Fanzines unter dem Titel United Skins, das die rechtsextreme Skinhead-Szene ansprechen sollte und als deutscher Arm der rechtsextremen Terrororganisation Combat 18 galt. In diesen Blättern kam bei der Diskussion über den bewaffneten Kampf die Idee zur Sprache, Zellen zu bilden, so wie es der Nationalsozialistische Untergrund (NSU) realisierte. Bei Recherchen stießen Mitarbeiter des Antifaschistisches Pressearchiv und Bildungszentrum Berlin auf das Fanzine "Der Weisse Wolf" Nummer 18, in dem bereits in der Ausgabe 1/2002 auf den NSU hingewiesen wurde.

## Urheber und Vertrieb
In den 1990er Jahren waren die meisten Magazine noch sehr amateurhaft hergestellt und entstanden an der Schreibmaschine und mit der Schere. Heute sind die gedruckten Magazine mittlerweile zu professionell gestalteten Publikationen weiter entwickelt worden. Während einige rechtsextreme Fanzines redaktionelle Ansprechpartner haben, erschienen viele ohne einen Verantwortlichen im Sinne des Presserechtes und sind nicht im ISSN verzeichnet. Teilweise haben die Magazine einen regionalen Bezug. Zu den Vertriebswegen gehört die Bestellungen über das Internet, der Verkauf bei Rechtsrock-Konzerten und anderen Veranstaltungen sowie der Vertrieb in Szeneladengeschäften. Viele Fanzines stehen in Verbindung zu rechtsextremen Musikvertrieben, dem rechtsextremen Versandhandel und Labeln. Neben dem Erscheinen in Papierformen hat sich insbesondere mit der Verbreitung des Internets auch die elektronische Verbreitung als E-Zines etabliert. Dabei werden die Inhalte als HTML oder PDF veröffentlicht.

## Entwicklung und Bedeutung
Die Fanzines gelten als Informationsquelle und zugleich Ideologieverbreiter der rechtsradikalen Szene. Nach Einschätzungen von Landeverfassungsämtern Mitte der 2000 Jahre nimmt die Bedeutung von Fanzines als Kommunikationsmittel der rechtsextremen Szene gegenüber Internetmöglichkeiten ab. Internetangebote sind meist kostengünstiger und der Zugang für die Szene ist leichter.
Heute haben professionell gemachte Medienportale (Homepage, App, Store und ähnliche) im Internet die klassischen Fanzines weitgehend abgelöst.

## Deutschsprachige Fanzines
Da die meisten Magazine unregelmäßig erscheinen, ist teilweise unklar, ob manche Fanzines noch existieren. Wenn möglich ist der Erscheinungszeitraum angegeben.
- Amok (KKK). Texte für terminale Täter (1995–1997)
- Bewährungshelfer
- Die Schwarze Fahne
- Der Bruchpilot
- Der Förderturm, Mülheim an der Ruhr, wichtigstes und beliebtestes Organ der Szene von 2000 bis mindestens 2003. Konnte über das Postfach der „Blood and Honour Sektion Finnland“, dann über Postfächer in Duisburg, Bottrop und Mülheim/Ruhr bezogen werden.
- Der Weiße Wolf, für Mecklenburg-Vorpommern und Brandenburg
- Feindkontakt
- Foier Frei, bundesweit, erscheint nicht mehr (Stand 2016)
- Für immer und ewig
- Heimwärts
- Love of Oi[10]
- Nordwind, Ludwigshafen
- Ostara, Sachsen-Anhalt, bundesweite Verbreitung (Hrsg. Enrico Marx)
- Paranoia
- Rufe ins Reich, bundesweit
- Sarra Zine
- Sleipnir, Berlin, bundesweite Verbreitung
- Stahlgewitter, Pirna
- Stahlhelm, bundesweit (2002 bis 2009)
- Stolz & Stil
- Violence, Braunschweig
- Viva Saxonia, Zwickau (Hrsg. Ronny Görner)[11]
- Volkswille

Die beiden Fanzines mit Zielgruppe rechtsorientierter Skinheads Feindkontakt und Viva Saxonia taten sich 2016 in einer Gemeinschaftsausgabe mit dem Titel Waffenbrüder zusammen.

### Ostara
Ostara wird von dem NPD-Aktivisten Enrico Marx herausgegeben. Laut Einschätzung des Verfassungsschutzes ist eines der das bekannteste rechtsextremistische Fanzine aus Sachsen-Anhalt mit überregionaler Verbreitung. Daneben betrieb Marx den Barbarossa-Versand, damals einen der größten Versandhandel für Rechtsrock im mitteldeutschen Raum, der auch als Sponsor von Neonazi-Großveranstaltungen wie dem Fest der Völker in Jena auftrat. Marx war Gründer der rechtsextremen Kameradschaft Ostara im Harz.

### Sleipnir
Sleipnir war eines der ältesten und bekanntesten Magazine aus der rechtsextremen Subkultur. Es verfolgte mit Beiträgen auch linker Nationalisten eine Querfront-Strategie und wurde der Neuen Rechten zugeordnet. Die Zeitschrift erschien ab 1995 zweimonatlich mit einem Umfang von ca. 50 Seiten. Gegründet wurde sie von Peter Töpfer und Andreas Röhler, die seit 1993 unter dem Logo Nationale Linke aktiv wurden und später den Verlag der Freunde (VdF) gründeten. Hier erschienen auch Titel rechtsextremer Autoren und Auschwitz-leugnende, internationale Literatur wurde vertrieben. Dies führte zu einer Hausdurchsuchung am 15. November 1995 in den Verlags- und Privaträumen von Töpfer wegen des Verdachts auf Volksverhetzung.
Die Zeitschrift versucht mit Bezug auf nationalrevolutionäre Akteure wie Jean Thiriart ein Bündnis von nationalistischen „Kommunisten“ mit Rechtsextremisten und Neonazis zu begründen. Überwiegend schrieben allerdings Autoren aus dem rechtsextremen Spektrum für die Zeitschrift. Die Inhalte waren stark revisionistisch geprägt. Unter anderem wurden Texte des Journal of Historical Review und des Adelaide Institute abgedruckt. Einige Ausgaben wurden wegen Holocaustleugnung beschlagnahmt.

### Der Weiße Wolf
Der Weiße Wolf ist eines der ältesten durchgängig existierenden Neonazi-Fanzines. Herausgeber ist David Petereit, stellvertretender Landesvorsitzender der NPD Mecklenburg-Vorpommern. Die Gründung erfolgte 1996 in der JVA Brandenburg/Havel durch eine Gruppe inhaftierter Neonazis. Sie erhielten Papier und Kopierer zur Verfügung gestellt und konnten zunächst eine als Rundbrief für Gefangene herausgegebene Publikation unter dem Titel Der Weiße Wolf vervielfältigen und verbreiten. Maßgeblich an der Gründung war Carsten Szczepanski beteiligt, der 1992 einen Asylbewerber fast totgeprügelt hatte. 1994 wurde er als V-Mann (Deckname „Piato“ oder auch „Piatto“) vom Verfassungsschutz angeworben.
2001 veröffentlichte der Weiße Wolf einen aus dem Hamburger Abendblatt kopierten Artikel, der sich mit „Ausländervierteln“ in Hamburg beschäftigte. Dort war er bereits 1999 abgedruckt worden. Der Artikel passte in keiner Hinsicht zum sonstigen Stil der Publikation. Die Seite Publikative.org wies darauf hin, dass im gleichen Jahr Süleyman Taşköprü von der rechtsterroristischen Terrorgruppe NSU in Hamburg erschossen wurde.
2002, im Laufe der deutschlandweiten NSU-Mordserie, bedankte sich das Magazin beim damals öffentlich unbekannten NSU für eine Spende. In der Ausgabe Nr. 18 ist unter dem Vorwort fett gedruckt: „Vielen Dank an den NSU, es hat Früchte getragen.“ Es folgen ein zwinkernder Smiley und die an den Jargon der RAF angelehnte Parole: „Der Kampf geht weiter...“

### Zentralorgan
Das Zentralorgan erschien von 1997 bis 2002 und hatte besonders großer Bedeutung in der Szene der Freien Kameradschaften. Das Magazin wurde von Klaus Bärthel aus Ludwigslust im Wolf-Verlag mit einer Auflage von 2.000 bis 4.000 Stück herausgegeben. Hinter dem Medium steckte ein Kreis zu dem die Protagonisten der Freien Kameradschaftsszene Christian Worch und Thomas Wulff gehörten.
2001 titelte das Magazin „National Befreite Zonen! Kameraden, schafft sie euch!“ und verstärkte den Charakter als Kampfbegriffes in der Szene. Bärthel und zwei weitere Magazinmacher mussten sich daraufhin wegen Volksverhetzung vor dem Amtsgericht Ludwigslust verantworten. Sie wurden von Jürgen Rieger anwaltlich vertreten. Die Amtsrichterin sprach 2003 alle drei von dem Vorwurf der Volksverhetzung frei.

## Deutschsprachige Web-Portale
Viele Inhalte der Fanzines werden auf Web-Portalen verbreitet, die de facto die Funktion der gedruckten Publikationen in vielen Fällen abgelöst haben.
- FSN Medienportal, NPD-nahes Webradio